# Jocelyn Pook
Jocelyn Pook (Birmingham, 14 febbraio 1960) è una compositrice, pianista e violista britannica.
È autrice di colonne sonore.

## Biografia
Dopo aver conseguito il diploma presso la Guildhall School of Music and Drama di Londra, ha suonato con molti artisti pop compresi i The Communards e i Massive Attack. Ha fondato il quartetto Electra Strings con cui ha lavorato con svariati artisti tra cui Mark Knopfler, This Mortal Coil,, Paul Weller,. Ha lavorato inoltre con importanti compagnie di balletto come la DV8 e la Shobana Jeyasingh, e nel 2002 le è stato affidato il compito dalla BBC Proms di scrivere un pezzo per i The King's Singers in collaborazione con il Poeta Laureato Andrew Motion. 
Come membro del Leytonstone Contingent, la Pook ha registrato in due occasioni con il pianista Jeremy Peyton Jones per Rough Trade e successivamente per Century XXI. Circa un anno fa, si è unita ad Anne Stephenson e Audrey Riley per accompagnare Virginia Astley sia sul palco che in sala di registrazione.
La Pook persegue anche una carriera separata come compositrice di musiche da film. Per la fine del decennio, aveva realizzato tre album suoi; il primo dei quali è stato Deluge (1997). Ha acquisito rinomanza internazionale con la propria musica componendo la colonna sonora del film di Stanley Kubrick Eyes Wide Shut, al quale ha contribuito con i pezzi relativi alla sequenza del ballo in maschera. Più di recente, ha contribuito alla colonna sonora de Il mercante di Venezia di Michael Radford, al film di Peter Kosminsky sull'esperto di armi biologiche David Kelly, The Government Inspector, e Brick Lane. Ha anche composto la colonna sonora del film A tempo pieno, o Time Out.
Nel 1983 è apparsa nel film Mantrap interpretando una dei molti suonatori d'archi per l'album The Lexicon of Love. Lavora spesso con la cantante Melanie Pappenheim, che Jocelyn descrive come la sua collaboratrice musicale di lunga data. Melanie ha di fatto interpretato la maggior parte dei pezzi vocali sulla musica di Jocelyn.

## Stile
Lo stile originale di Jocelyn Pook rappresenta il frutto di diverse esperienze musicali classiche, commerciali e mondiali.

## Filmografia

### Colonna sonora
- Eyes Wide Shut, regia di Stanley Kubrick (1999)
- A tempo pieno, regia di Laurent Cantet (2001)
- La Repentie, regia di Laetitia Masson (2002)
- Il Mercante di Venezia, regia di Michael Radford (2004)
- Wild Side, regia di Sébastien Lifshitz (2004)
- Room in Rome (Habitación en Roma), regia di Julio Medem (2010)
- Les invisibles, regia di Sébastien Lifshitz (2012)
- The Wife - Vivere nell'ombra (The Wife), regia di Björn Runge (2017)
- King Charles III, regia di Rupert Goold (2017)
- Tin & Tina, regia di Rubin Stein (2023)

## Pubblicità Martini
- Campagna pubblicitaria Orange, con i brani Blow the Wind e Pie Jesu (1997)

## Discografia
1999 Flood

## Riconoscimenti
- 1999 - Golden Globe
  - nomination per la migliore colonna sonora per Eyes Wide Shut
- 2003 - British Composer Awards
  - Multimedia Award per Speaking in Tunes